# Yunnanmuntjak
De yunnanmuntjak (Muntiacus rooseveltorum)  is een zoogdier uit de familie van de hertachtigen (Cervidae). De wetenschappelijke naam van de soort werd voor het eerst geldig gepubliceerd door Osgood in 1932.

## Voorkomen
De soort komt voor in Laos.